# Коз (село)
Коз (осет. Къоз, груз. კოზი — Кози) — село в Закавказье, входит в Дзауский район Южной Осетии (Онский муниципалитет края Рача-Лечхуми и Нижняя Сванетия Грузии).
Относится к Фазыкауской (Фазикауской) сельской администрации в РЮО.

## География
Село располагается в Козском ущелье на правом берегу реки Козидон (приток реки Гарула, впадающей в Риони), в 8 км к северу от города Квайса..
Исторически село Коз включало три населённых пункта:
- Верхний Коз (осет.  Уæллаг Къоз , груз. ზემო ქოზი — Земо-Кози, превратился в развалины[7]),
- Средний Коз (осет.  Астæуккаг Къоз , груз. შუა ქოზი — Шуа-Кози),
- Нижний Коз (осет.  Дæллаг Къоз , груз. ქვემო ქოზი — Квемо-Кози).

## Население
В 1987 году в Кози проживало 230 человек, в том числе в Квемо-Кози — 130 человек и в Шуа-Кози — 100 человек. 
По переписи 2015 года численность населения села Коз в целом составила 40 жителей.